# Роббьо
Роббьо (итал. Robbio) — коммуна в Италии, располагается в регионе Ломбардия, подчиняется административному центру Павия.
Население составляет 6088 человек (на 2004 г.), плотность населения составляет 153 чел./км². Занимает площадь 40 км². Почтовый индекс — 27038. Телефонный код — 0384.
Покровительницей коммуны почитается Пресвятая Богородица, празднование в первое воскресение сентября.
В Роббьо в 1913 году родился итальянский футболист Сильвио Пиола.